# Schäffer-Poeschel Verlag
Der Schäffer-Poeschel Verlag für Wirtschaft·Steuern·Recht GmbH ist ein Fach- und Wissenschaftsverlag mit Sitz in Stuttgart. Der Verlag entstand 1992 durch die Fusion des Carl Ernst Poeschel Verlags und des Schäffer Verlags für Wirtschaft und Steuern.
Der Carl Ernst Poeschel Verlag, 1902 in Leipzig gegründet, ist der älteste betriebswirtschaftliche Fachbuchverlag Deutschlands. Der Schäffer-Poeschel Verlag war ein Tochterunternehmen der Verlagsgruppe Handelsblatt, die ihrerseits zur Verlagsgruppe Georg von Holtzbrinck gehörte. Zum 1. Juni 2009 wurde die Verlagsgruppe Handelsblatt von der Dieter von Holtzbrinck Medien GmbH übernommen, der Schäffer-Poeschel Verlag jedoch verblieb weiter bei der Verlagsgruppe Georg von Holtzbrinck.
Zum 18. November 2013 wurde der Schäffer-Poeschel Verlag durch die Haufe Gruppe übernommen.
Der Schäffer-Poeschel Verlag deckt das gesamte Spektrum wirtschaftswissenschaftlicher und steuerrechtlicher Fachliteratur in betriebspraktischer und wissenschaftlicher Hinsicht ab. Pro Jahr erscheinen ca. 100 Novitäten; die Backlist umfasst momentan ca. 600 lieferbare Titel, darunter Standardwerke wie:
- die Enzyklopädie der Betriebswirtschaftslehre
- Adler/Düring/Schmaltz: Rechnungslegung und Prüfung der Unternehmen
- Obst/Hintner: Geld-, Bank- und Börsenwesen
- Kotler/Bliemel: Marketing-Management
- Küting/Weber: Handbuch der Rechnungslegung und Handbuch der Konzernrechnungslegung
- Brönner: Die Besteuerung der Gesellschaften
- Hartz/Meeßen/Wolf: ABC-Führer Lohnsteuer
- Littmann: Das Einkommensteuerrecht
- Dötsch: Die Körperschaftsteuer
- Reuber: Die Besteuerung der Vereine
- Baetge u. a.: Rechnungslegung nach International Accounting Standards (IAS)
- Krumnow: Rechnungslegung der Kreditinstitute
- Beike/Schlütz: Finanznachrichten lesen – verstehen – nutzen

Die Lehrbuchreihen Finanz und Steuern (sogenannte „Blaue Reihe“), Grundkurs des Steuerrechts, Sammlung Poeschel und Praxisnahes Wirtschaftsstudium haben ihren festen Platz in der Hochschul-Ausbildung. Auch die Editionen des Handelsblatts und des Betriebs erscheinen bei Schäffer-Poeschel. Dazu kommt die Fachzeitschrift Zeitschrift Führung und Organisation (zfo). Bis 2016 erschien weiterhin Die Betriebswirtschaft (DBW).